# Moskiewce
Moskiewce (dodatkowa nazwa w języku białoruskim Москоўцы) – wieś w Polsce położona w województwie podlaskim, w powiecie bielskim, w gminie Orla.
| SIMC    | Nazwa  | Rodzaj  |
| ------- | ------ | ------- |
| 0038244 | Kruhłe | kolonia |

Wieś posiadał w 1673 roku kasztelan lubelski Feliks Zygmunt Parys, leżała w ziemi bielskiej województwa podlaskiego w 1795 roku. 
W latach 1954–1959 wieś należała i była siedzibą władz gromady Moskiewce, po jej zniesieniu w gromadzie Gregorowce. W latach 1975–1998 miejscowość administracyjnie należała do województwa białostockiego.
Wieś zamieszkiwana jest przez mniejszość białoruską. Mieszkańcy wsi na co dzień posługują się jednakże dialektem zachodniopoleskim języka ukraińskiego (ukraińską gwarą podlaską) i w wyniku uwarunkowań historycznych nie wykształcili ukraińskiej odrębności narodowej przyjmując białoruską tożsamość narodową. Nazwa wsi w gwarze mieszkańców to: Moskuwci i nosi cechy języka ukraińskiego.
Prawosławni mieszkańcy wsi należą do parafii św. Michała Archanioła w Wólce Wygonowskiej, a wierni kościoła rzymskokatolickiego do parafii św. Zygmunta w Kleszczelach.

## Zabytki
- drewniany dom nr 57, 1904, nr rej.:727 z 27.06.1991[14].